# Manuela Elser
Manuela Elser (* 1993 in Gratkorn) ist eine österreichische Schriftstellerin und 3D-Grafikerin. Sie veröffentlicht Fantasyliteratur für Jugendliche und junge Erwachsene.

## Leben
Elser wuchs in Gratkorn auf und studierte Grafik und Mediendesign.
Mit vierzehn Jahren wurde Elser bewusst, dass sie Anosmie hat. Ihre Charaktere können bisher alle trotzdem riechen, eine Hürde, über die sie manchmal auf ihrem Social-Media-Kanal berichtet. 2009 begann sie außerdem mit Kampfsport, den sie bis heute weiterführt.
Obwohl sie schon früh mit dem Schreiben begann, stand in ihrer Ausbildung ihre Liebe zu Videospielen im Vordergrund. So absolvierte sie den Master im Fach Mediendesign mit dem Fokus auf 3D-Grafik und zog für ihr Studium auch eine Zeit lang nach Japan. Deswegen spricht sie auch fließend Japanisch. Mittlerweile lebt sie wieder in Österreich und arbeitet als 3D-Grafikerin für VR-Lernspiele.

## Wirken
Im November 2021 erreichte Elser bei dem von buchSzene ausgerichteten Wettbewerb New Writing Talent Award mit ihrem Manuskript Fuchsfeuer den dritten Platz. So sicherte sie sich einen Vertrag bei dem Verlag Piper. Im selben Monat kündigte sie auch den Erscheinungstermin ihres Debüts A Silken Spell an, das Anfang 2022 bei dem Carlsen-Imprint Impress erschien. Im Februar 2023 wurde der von Japan inspirierte Fantasyband Fuchsfeuer veröffentlicht. Fuchsfeuer erschien kurz darauf gesprochen von Sarah Dorsel auch als Hörbuch bei Audible.

## Werke
- A Silken Spell, Carlsen Impress 2022, ISBN 978-3-551-30434-6
- Fuchsfeuer – Nacht der Dämonen, Piper Verlag 2023, ISBN 978-3-492-50595-6
- Fuchsfeuer als Hörbuch, Audible 2023